# Marsilio Ficino
Marcilio Ficino (lat. Marsilius Ficinus) (Figline Valdarno, 19. listopada 1433. – Careggi, kraj Firence, 1. listopada 1499.), talijanski svećenik, liječnik, filozof, astrolog i humanist.
Prijevodima Platona i drugih klasičnih grčkih autora pridonio je poznavanju grčke filozofije u renesansnoj Italiji i ostatku Europe.

## Životopis
Prvo obrazovanje stekao je u rodnom mjestu, a potom je nastavio školovanje u Firenci, gdje je stekao široku književnu naobrazbu. Poslije kraćeg boravka u Pisi, vratio se u Firencu i nakon završenog gramatičkog naukovanja, započeo je studij filozofije na kojem je razvio interes za platonsku filozofiju.
Otac ga je poslao u Bolognu na studij medicine. Godine 1459., po povratku u Firencu stekao je nakolonost obitelji Medici. Predavao je na akademiji u Firenci koja je osnovana zalaganjem kneza Cosima de Medicija i koja je postala okupljalište humanista i filozofa. Bio je glavni predstavnik novoplatonizma i prvi prevoditelj cjelokupnog Platonovog opusa na latinski, čime je pridonio poznavanju grčke filozofije u Italiji i razvoju nove filozofije. Preveo je i djela Plotina i Dionizija Areopagita, ali i najznačajniji hermetički tekst "Corpus Hermeticum" koji je tradicija pripisivala mitskom Hermesu Trismegistosu.
Između 1467. i 1469. godine napisao je komentar Platonu, naslovljen Platonička teologija, kao rezultat nastojanja oživljavanja platonove i hermetičke filozofije, koju je vidio kao alternativu judeo-kršćanskoj tradiciji.
Poslije Cosimove smrti 1464. godine, Ficino je nastavio uživati potporu njegova nasljednika, Piera de Medicija. Godine 1473. zaredio se za svećenika, ali njegovo djelovanje je i dalje bilo usmjereno na pomirenje antičkih znanja i kršćanske objave. Zbog intenzivnog zanimanja za astrologiju i hermetizam, bio je optužen 1489. godine za bavljenje magijom, ali je naposljetku oslobođen krivnje za herezu.
Utjecao na pojavu humanizma u podunavskim i hrvatskim zemljama (učitelj Ivana Česmičkog).

## Ficinova hermetička misao
Svoja promišljanja Ficino je temeljio na učenju Hermesa Trismegistosa, navodnoga autora hermetičkih tekstova. Pozivajući se na hermetičke tekstove, obrazlagao je principe magije prema kojoj je, kako je vjerovao, čovjek mogao iskoristiti odnos između makro i mikrokozmosa te vršiti utjecaj na aspekte oba svijeta.
Premda je bio zaređeni svećenik i kanonik firentinske katedrale, vjerovao je da ne postoji nesklad između klasičnog učenja i kršćanske objave, te je u vlastitim spisima spajao svoja vjerska uvjerenja s astrologijom, alkemijom i magijom.
Magija koju su podržavali Ficino i njegovi sljedbenici bila je općenito poznata kao "talismanska magija", koja se temeljila na kozmičkim principima, kozmičkoj moći i energiji. Ficino je pisao o tehnikama i principima hermetičke analogije s pomoću kojih je bilo moguće privući planetarne sile i koncentrirati ih za vlastitu uporabu. To se trebalo postići korištenjem amuleta, talismana, ulja i eliksira koji su, prema njegovom vjerovanju, privlačili zvjezdane utjecaje. Bitni izvori za Ficinove talismane bili su srednjovjekovni pisci o magiji, primjerice Pietro di Abano, Roger Bacon, Al Kindi, Avicena, te astrološko-magijski traktat Picatrix. Važan utjecaj na njegove stavove ostvarili su i neoplatonički tekstovi, kao što su Proklov De sacrificiis et magia, Jamblihov De mysteriis i Vita Pythagorae, Porfirijev De abstinentia, Hermetica i Asclepius. Većinu tih djela preveo je upravo Ficino.

## Firentinska Akademija
Gospodar grada Firence Cosimo de Medici želio je osnovati Akademiju, po uzoru na Platonovu, koja bi oživotvorila antičku tradiciju. Nadahnut predavanjima bizantinskog filozofa Pletona, odlučio je pribaviti čitavu zbirku Platonovih djela i učiniti Firencu središtem platoničkih studija.
Godine 1453. Carigrad je pao pod tursku vlast, a kao posljedica toga dogodio se masovni egzodus učenjaka i klerika, koji su donijeli sa sobom u Italiju vrijedne knjige i rukopise. To je ubrzalo Cosimovu ideju o osnivanju Akademije, koja je započela s radom 1459. godine kada je Cosimo pozvao Ficina sa studija u Bologni i postavio ga predsjedateljem Akademije.
Akademija je bila smještena u Medicijevoj vili u Careggiju, kraj Firence. Bila je organizirana kao neformalna škola, u kojoj su zainteresirani pojedinci mogli međusobno raspravljati i proučavati platoničke i hermetičke misli.
Među poznatim osobama toga vremena, koji su pohađali Akademiju, bili su Lorenzo de Medici, firentinski vladar od 1469., arhitekt Leon Battista Alberti i pjesnik Cristoforo Landino.

## Djela
- Liber de Christiana religione (1474.)
- Theologiae platonicae de immortalitate animorum libri XVIII (1482.)
- De vita libri tres (1489.)